# Rundu Urbano
Il distretto elettorale di Rundu Urbano è un distretto elettorale della Namibia situato nella Regione di Kavango con 20.953 abitanti al censimento del 2011. Il capoluogo è la città di Rundu.
Comprende la città più i sobborghi di Sauyemwa, Safari, Tutungeni, Katutura, Donkerhoek e Kehemu.